# Sylvaine Landrivon
Sylvaine Landrivon, née le 6 mai 1956 à Saint-Jean-de-Bournay (Isère), France, est docteure en théologie, autrice, et a été maitresse de conférences à l'UCLy (Faculté de théologie de Lyon).
Cofondatrice en 2020 de Toutes Apôtres !, qui demande à la CEF (Conférence des évêques de France) l'ouverture d'une commission sur la situation des femmes, Sylvaine Landrivon est également coprésidente de Magdala ex Comité de la jupe depuis 2023. Elle est engagée pour une égale prise en compte des femmes et des hommes dans l’Église catholique et dans la société.

## Biographie
Sylvaine Landrivon nait dans une famille anticléricale, militante socialiste. Ainée de trois enfants, elle s’intéresse tôt à la spiritualité et se prépare au baptême dans l’Église catholique hors de son milieu familial dès l’âge de 14 ans.
Proche du monde médical, elle enseigne les sciences humaines au Cercle des Conférences Médicales de Lyon en élevant ses trois enfants. Elle étudie parallèlement la théologie : baccalauréat canonique, puis master sur Marie-Madeleine, et obtient son doctorat de théologie en février 2012 sur le sujet La femme remodelée. Centrer la grâce d’être femme sur la maternité : choix de Dieu ou des hommes ? Sa première publication est une illustration de sa thèse. Elle est préfacée par Elisabeth Parmentier, qui composait son jury avec Bernard Sesboüé, Philippe Abadie, Xavier Lacroix, et Bernard Meunier qui la dirigeait. Elle donne le ton à toute la suite de son travail dès le titre : Faites-les taire ! Judith, un enseignement subversif. Elle publie sa thèse au Cerf en 2014 et reprend ensuite son dossier de master 2 avec Marie de Magdala « apôtre ? ». Ses recherches s'orientent vers la dénonciation des dérives de l'androcentrisme patriarcal dans les traductions et l'interprétation des Écritures.
Maîtresse de conférences, elle devient tutrice à Théo en ligne puis Responsable pédagogique de ce mode d’enseignement à distance au sein de la faculté de théologie de Lyon.
De 2016 à 2018 elle est également secrétaire de rédaction de la revue Théophilyon, dans laquelle elle publie à plusieurs reprises des recensions d’ouvrages de théologie dogmatique.
Elle prend sa retraite en 2018 pour se consacrer à l’écriture de ses ouvrages dont plusieurs sur Marie-Madeleine,, et en 2024, sur Marie, la mère de Jésus, en collaboration avec Anne Soupa. Pour appuyer les arguments féministes catholiques, elle publie un livre « manifeste » : La Part des femmes. Il dénonce les interprétations du patriarcat et remet en cause le cléricalisme qui trahit l'Évangile.
Elle consacre son temps au militantisme catholique féministe. Libre de sa parole, à la suite de son départ de l'enseignement, elle exprime ses positions dans des revues engagées telles que Témoignage chrétien et Golias.
Après sa candidature comme évêque (charge interdite aux femmes dans l’Eglise catholique), elle fonde un site qui sera son diocèse virtuel : e-diocese.fr et sur lequel elle propose des arguments théologiques, des recensions d’ouvrages, etc.
Son goût de transmettre et ses liens avec l’ARCWP – Association of Roman Catholic Women Priests - l’encouragent à créer des cours dans le cadre du programme de formation théologique au sein de People’s Church Seminary, pour lequel elle a conçu un parcours en théologie fondamentale et en théologie des sacrements auprès de femmes qui souhaitent devenir diacres ou prètres.
Ses publications sur la place des femmes dans la Bible, sont l’objet de visioconférences, pour Le Monde de la Bible, mais également sur sa chaîne YouTube, ou -en collaboration avec Anne Soupa- sur l’espace YouTube du Comité de la Jupe. Ses prestations intéressent aussi les médias : KTO TV, Théologies en partage (Le Jour du Seigneur), RCF, Radio Notre Dame, Beur FM…

### Actions militantes
Avec 7 autres femmes catholiques féministes : Alix Bayle, Anne Soupa, Christina Moreira, Hélène Pichon, Marie-Automne Thepot, Loan Rocher, Claire Conan-Vrinat, Sylvaine Landrivon cofonde en 2020 le mouvement Toutes Apôtres ! et, encouragée par Anne Soupa, candidate à la charge d’évêque. L’officialisation de son dépôt de candidature aura deux effets : une invitation des membres du mouvement Toutes Apôtres ! à rencontrer le nonce apostolique, et la réception d’une lettre de menace de mort. Celle-ci l’oblige à déposer plainte le 27 juillet 2020,,,,,,.
Par ailleurs, connue pour ses prises de positions sur la place des femmes dans l'Église,, contre les violences sexuelles et sexistes, et contre les abus sexuels dans l’Eglise catholique, elle est régulièrement invitée, pour en débattre notamment dans la région lyonnaise où elle réside. Elle intervient ainsi sur BFMTV Lyon à propos des abus dans l’Eglise, en particulier aux côtés de Luc Gemet, victime de pédocriminalité, ou sur l’attitude à adopter face aux révélations concernant « l’abbé Pierre »,.
Adhérente au Comité de la jupe dès sa création, elle ne s’engage activement qu’à partir de sa retraite de l’université catholique de Lyon. Elle fonde le groupe local de Lyon en 2022, corédige de nombreuses tribunes, notamment dans La Croix, et devient coprésidente de l’association en 2023 avec Adeline Fermanian.

## Publications
- La Part des femmes. Relire la Bible pour repenser l’Église, Paris, Éditions de l'Atelier, 2024, 224 p. (ISBN 2708254332, lire en ligne )[31],[32],[33]
- Les Leçons de Béthanie. De la théorie à la pratique, Paris, Cerf, 2022, 264 p. (ISBN 9782204133784)[34]
- La Voie royale. Vivre l’accouchement comme une Pâque et l’oser sans anesthésie, Paris, Cerf, 2020, 350 p. (ISBN 9782204137478)
- Les Femmes dans l’évangile de Jean, Bayard, 2019.
- Marie-Madeleine. La fin de la nuit, Paris, Cerf, 2017, 230 p. (ISBN 9782204119948)
- Marie de Magdala « apôtre » ? Vers une ré interrogation du rôle des femmes dans l’Église, Paris, Cerf, 2017, 208 p. (ISBN 9782204119047)
- La femme remodelée. Centrer la grâce d’être femme sur la maternité : choix de Dieu ou des hommes ?, Paris, Cerf, 2016 (1re éd. 2014), 488 p. (ISBN 9782204109703)
- Faîtes-les taire. Judith, un enseignement subversif (préf. Élisabeth Parmentier), Lyon, Olivétan, 2014, 208 p. (ISBN 9782354792107)

### Publication en collaboration
Livre co-écrit avec Anne Soupa : Marie telle que vous ne l’avez jamais vue, Paris, Salvator, août 2024 (ISBN 9782706727368)
Contribution à des ouvrages collectifs
- Dieu.e . – Christianisme sexualité et féminisme, Paris, Éditions de l’Atelier, 2023, 248 p. (ISBN 9782708254091)
- Théologies chrétiennes au féminin. Femmes et recherche religieuse, Lyon, Chronique sociale, 2021, 219 p. (ISBN 2367177759)

### Articles
- « Encore la Lettre aux Hébreux », Nouvelle Revue théologique, t. 145, no 4,‎ 2023, p. 648-655.
- « L’Écriture mythologisée : de la Madeleine à la Traviata, histoire d’une dérive », Nouvelle Revue théologique, t. 141, no 2,‎ juin 2019, p. 177-188.
- « Paul est-il machiste ? », Le monde de la Bible, no 244 « Paul l’apôtre face aux préjugés »,‎ mars-mai 2023, p. 54-57.
- « Marie-Madeleine apôtre déchue ? », Le monde de la Bible, no 236 « Que sont devenus les apôtres »,‎ mars-mai 2021, p. 54-56
- « Marie de Magdala : Apôtre des apôtres ? », Théophilyon, vol. 16,‎ 2011, p. 171-180
- « Quelle est la place des femmes dans l’Église ? » entretien avec Sophie de Villeneuve dans l’émission « Mille questions à la foi » sur Radio Notre Dame, publié dans Croire.com en février 2017
- « Sarah la princesse de Dieu », Golias Magazine, no 209,‎ mars-avril 2023
- « Marie une figure enthousiaste », Golias hebdo, no 835,‎ 10 au 16 octobre 2024, p. 4 à 8
- « Dignitas infinita: le Vatican condamne l'avortement, la GPA, et la théorie du genre », Golias hebdo, no 813,‎ 18 au 24 avril 2024, p. 14-18
- « Quand brandir un épouvantail ne sert qu'à fédérer les corneilles », Golias hebdo, no 808,‎ 14 au 20 mars 2024, p. 2